# Zvolen osobná stanica
Zvolen osobná stanica – główna stacja kolejowa w Zwoleniu, w kraju bańskobystrzyckim, na Słowacji.
Główny dworzec jest podzielony na część pasażerską i towarową, położony jest na południe od centrum miasta i można dojechać do niego ulicą T. G. Masaryka. Obecny dworzec pasażerski powstał w latach sześćdziesiątych XX wieku na miejscu dawnego przystanku Zvolen hrad, kiedy to przesunięto bliżej centrum miasta stację z poprzedniego miejsca, obecnie znajduje się tam dworzec towarowy. Linia kolejowa połączyła miasto z węgierską siecią kolejową już 18 czerwca 1871 (linia Lučenec – Zvolen). Ważnym elementem rozwoju stacji było wybudowanie lokomotywowni.
Zvolen znajduje się na skrzyżowaniu ważnych ponadregionalnych linii kolejowych. Krzyżują się tu linie z Nowych Zamków, Koszyc i Vrútky. Uzupełnieniem są linie do miejscowości Čata i Diviaky.

## Linie kolejowe
- Nowe Zamki – Zwoleń
- Zwoleń – Čata
- Zwoleń – Koszyce
- Zwoleń – Vrútky
- Zwoleń – Diviaky